# Знаменск (Калининградская область)
Зна́менск (до 1946 года Велау, нем. Wehlau) — до 2005 года посёлок городского типа Гвардейского городского округа Калининградской области, с 2005 года — посёлок сельского типа в составе Знаменского сельского поселения. Стоит при впадении реки Лавы в реку Преголю. Через посёлок протекает река Знаменка, впадающая в Лаву. В Знаменске расположен прегольский шлюз № 1.
Население — 3820 чел. (2021).

## История

Карта Велау (около 1780 года)

Первоначально на месте посёлка находилась крепость пруссов, вокруг которой образовалось поселение под названием Велове (Velowe), впервые упомянутое в 1258 году.
Согласно литовскому преданию, название связано с событиями, произошедшими около 1250 года, когда князь Миндовг, сражаясь с крестоносцами, помог пруссам построить крепость у реки Преголя. Прощаясь с гарнизоном, он вонзил своё знамя в землю и произнёс: 

Здесь знамя, здесь ЛитваОригинальный текст (лит.)Čia vėliava, čia Lietuva
 Неизвестно, связано ли это с современным названием посёлка (лит. vėliava – знамя, флаг).
Укрепление стало перестраиваться в город с 1335 года. В 1339 году Велау получил Кульмское городское право от 19-го великого магистра Тевтонского ордена Дитриха фон Альтенбурга.
В ходе Тринадцатилетней войны в 1460 году город потерял самостоятельность и стал принадлежать Тевтонскому ордену.
В 1537 году, в годы духовного подъема, наступившего в Прусском герцогстве после упразднения орденского теократического государства и провозглашения лютеранства официальной религией, в Велау была организована латинская школа.
29 сентября 1657 года был заключён Велауский договор о выходе Пруссии из зависимости от Польши.
В XVII—XIX веках в ходе войн город трижды захватывался другими государствами: в 1679 году — Швецией, c 1757 по 1763 год (в ходе Семилетней войны) — Россией, в 1807 году (в ходе Наполеоновских войн) — Францией.
В Первую мировую войну 25 августа 1914 года в Велау вошли русские войска, которые находились там до конца августа 1914 года.
Во время Второй мировой войны 23 января 1945 года Велау был взят Красной Армией. По решению Потсдамской конференции передан в состав СССР.
С 1946 года получил русское название Знаменск. С 1991 года в составе России как правопреемницы СССР.
До 2005 года посёлок городского типа Гвардейского городского округа Калининградской области, затем посёлок сельского типа в составе Знаменского сельского поселения.

## Население
| 1959 | 1970  | 1979  | 1989  | 2002  | 2010  | 2021  |
| ---- | ----- | ----- | ----- | ----- | ----- | ----- |
| 4159 | ↗5130 | ↘4813 | ↘4570 | ↘4302 | ↘4036 | ↘3820 |

## Инфраструктура
- Знаменский композитный завод
- Знаменский комбикормовый завод
- «Балтийская табачная компания»
- Маргариновый комбинат «Велау» (бездействует)
- Мукомольный завод
- Мебельная фабрика
- Лесопилка (бездействует)
- Войсковая часть

## Транспорт
В Знаменске расположена одноимённая станция Калининградской железной дороги. Эта станция относится к железнодорожной линии Калининград — Черняховск — Чернышевское (литовская граница). Расстояние от Калининграда — 50 км.

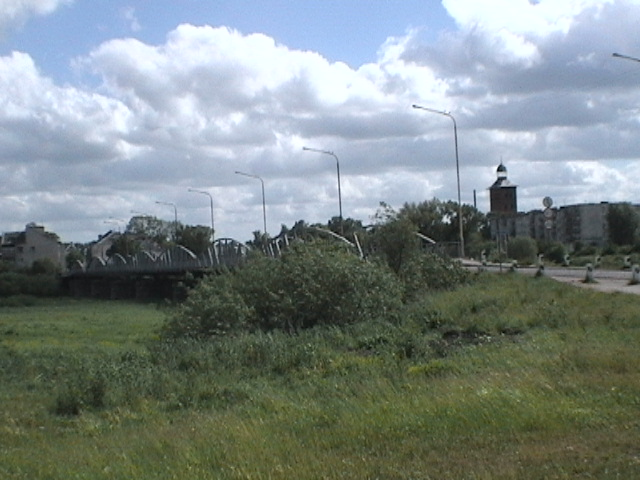
Въезд в Знаменск. Виден многопролётный мост кованного железа через реку Преголя, справа за домами — шпиль бывшей немецкой кирхи
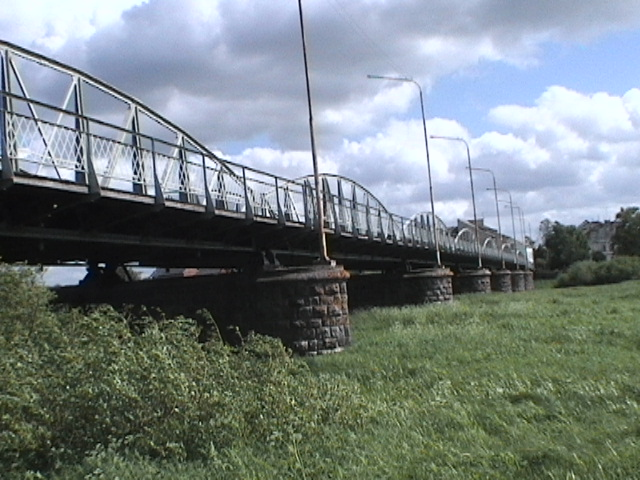
Знаменский мост через реку Преголя

## Достопримечательности
- Кирха Св. Иакова[нем.] (сохранилась как руина) — построена между 1260 и 1280 годами.
- Католическая церковь Скорбящей Божией Матери (1928).
- Здание немецкой орденской школы (Deutsch-Ordensschule) (1929).
- Семиарочный мост через пойму р. Преголи (1880).
- Городская водонапорная башня (1913).
- Водопад на реке Лава (Разрушенная водосливная плотина).
- Родник Наполеона (Napoleon Quelle) был освящён в 1812 году в честь пребывания в городе императора Франции, Наполеона Бонапарта. Находится в районе бывшего городского парка Глумсберг, к югу от железнодорожного полотна у дома путевого обходчика.
- Бывший старый город, в который входит бывшая рыночная площадь, после войны был практически полностью уничтожен. Помимо развалин приходской церкви, на бывшей монастырской улице/углу небольшого пригорода довоенных построек есть только одно здание. Было построено несколько новых зданий. Единственная транспортная артерия района находится на уровне бывшей Кирхенштрассе и Клостерштрассе.
- Бывшая торговая площадь и её окрестности были полностью переработаны с 2012 года. Ныне на «Центральной площади» находится большой беспорядочный блок с надписью «Реконструкция Центральной площади Знаменск — Wehlau год 2012». Площадь будет перепланирована как парк с дорожками, скульптурами и лавочками. Реконструкция старых зданий и улиц не планируется.

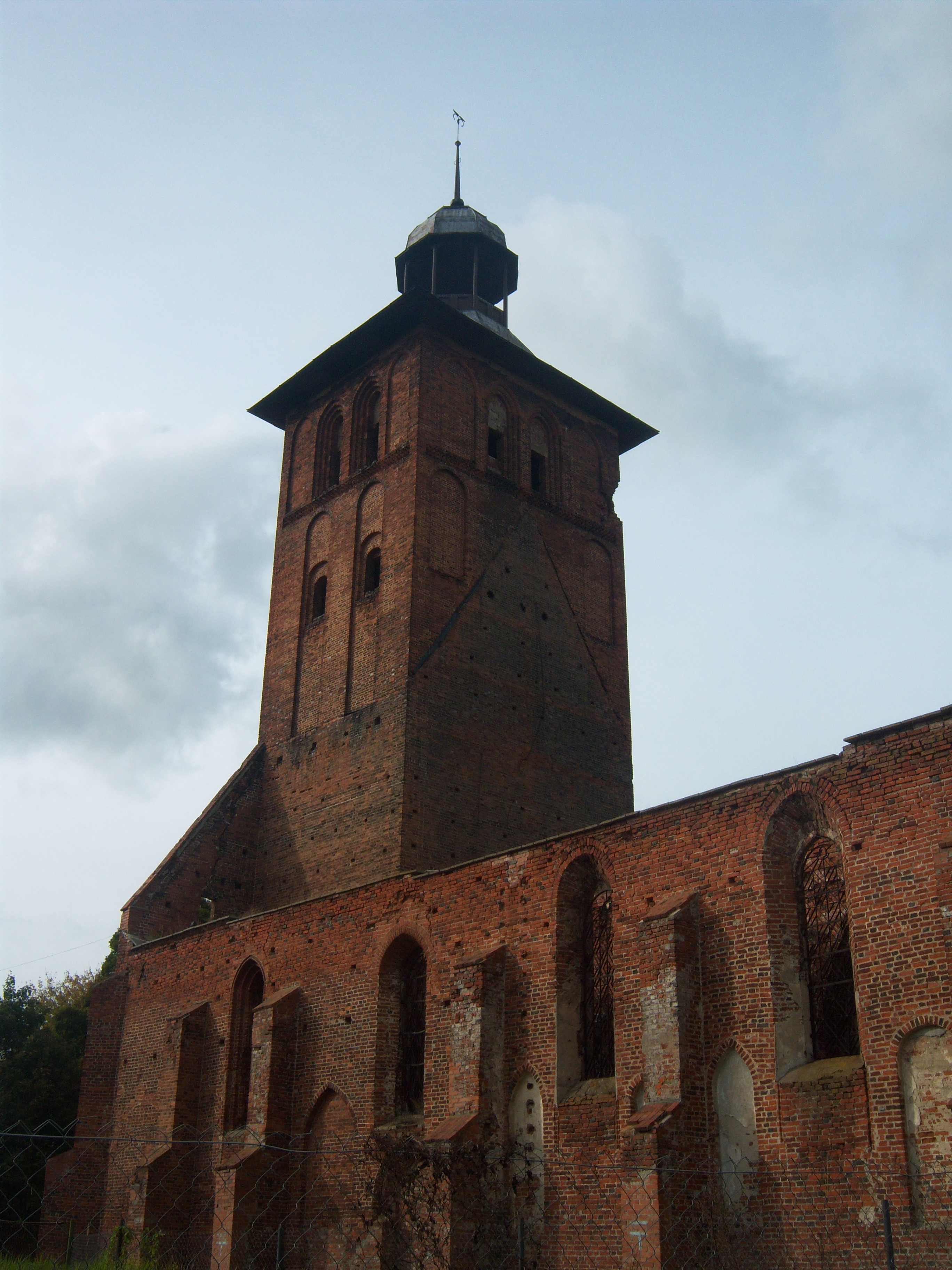
Руины церкви Святого Иакова (2011 г.)
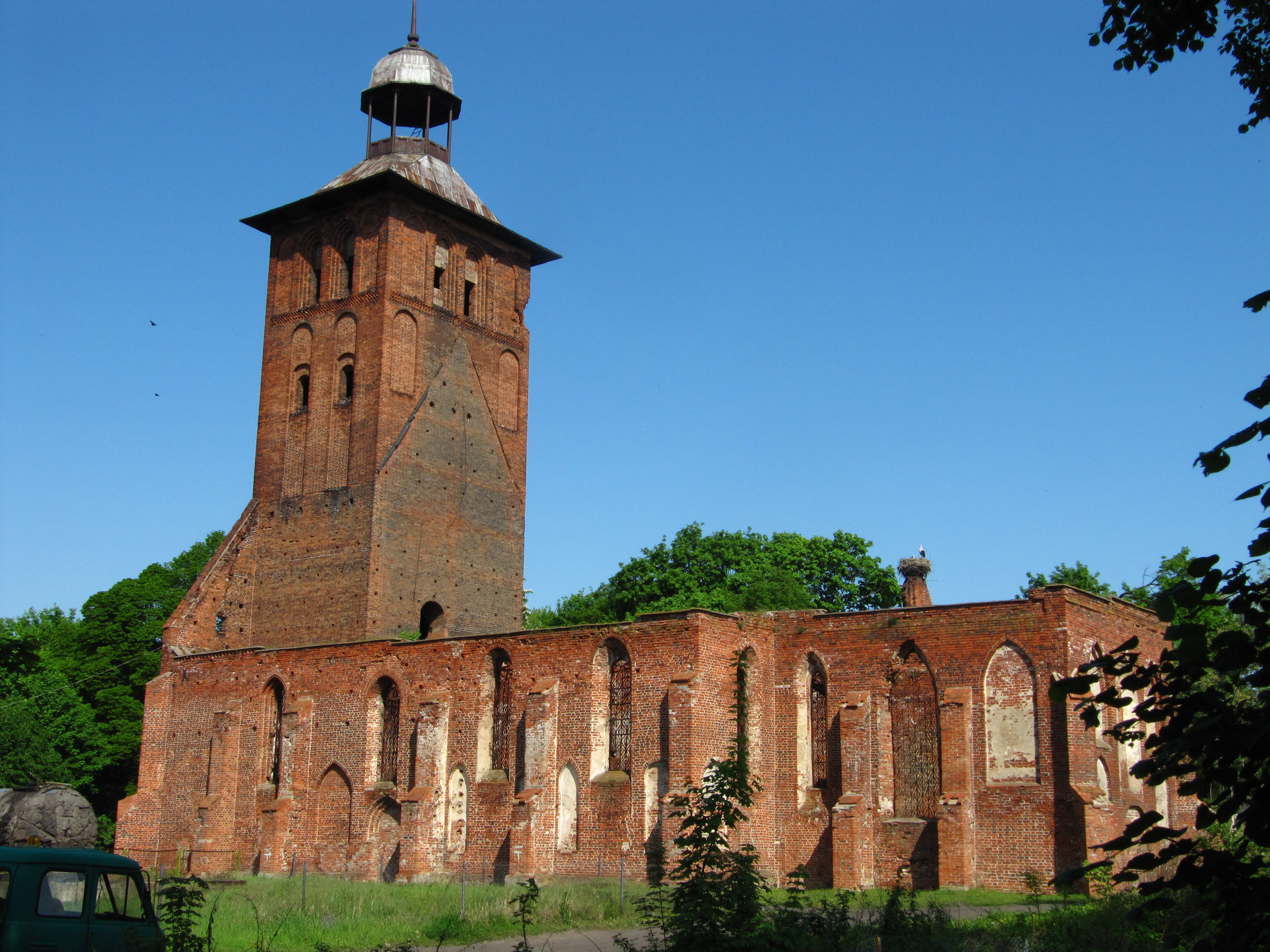
Руины церкви Святого Иакова. Одна из немногих исторических достопримечательностей, которые всё ещё можно увидеть в современном Знаменске.

### Памятники
- Братская могила советских воинов, погибших в боях с фашистами, возле войсковой части

## Известные люди
- Эрхард Спербер[нем.] (1529—1608) — протестантский протоиерей Велау, писатель-теолог.
- Иоганн Кристиан фон Понтан[нем.] (1742—1813) — генерал-майор.
- Карл фон Пройссер[нем.] (1783—1853) — генерал-майор.
- Иоганн Готлиб Бюжак[нем.] (1787—1840) — профессор средней школы и естествоиспытатель.
- Вильгельм фон Кноблох[нем.] (1794—1854) — генерал-майор.
- Фридрих Гоффман (1797—1836) — геолог, вулканолог и профессор Берлинского университета имени Гумбольдта.
- Юлиус Арнольдт[нем.] (1816—1892) — филолог и директор средней школы в Гумбиннене.
- Людвиг Керсандт[нем.] (1821—1892) — врач и медицинский работник.
- Густав Метцдорф (1822—1884) — валторнист и трубач, первый профессор медных духовых инструментов в Санкт-Петербургской консерватории.
- Альберт Лемпке[нем.] (1853—1939) — адвокат, ландрат в Велау с 1883 по 1897 год.
- Георг Ойген Альбрехт[нем.] (1855—1906) — протестантский ректор, профессор университета Досиша[англ.] и миссионер.
- Эрнст Ванхоффен[англ.] (1858—1918) — зоолог и исследователь.
- Давид Гильберт (1862—1943) — математик.
- Генрих Штурманн[нем.] (1869—1940) — теолог и политик (НННП), член прусского ландтага с 1921 по 1928 год.
- Юлиус Халлерворден[англ.] (1882—1965) — врач и нейробиолог.
- Йоханнес Бласковиц (1883—1948) — генерал-полковник вермахта.
- Уго Линк[нем.] (1890—1976) — пастор.
- Виктор Терский (1898—1965) — соратник А.С Макаренко, участник гражданской войны, Заслуженный учитель РСФСР, кавалер ордена Ленина.
- Вальтер Шутц[англ.] (1897—1933) — политик (КПГ (КПД).
- Эрих Берендт[нем.] (1899—1983) — художник, график и иллюстратор.
- Герберт Пильч[англ.] (1927—2018) — лингвист, кельтолог и политик.
- Юрий Буйда (1954) — писатель.
- Александр Моисеев (1962) — адмирал, командующий подводными силами Северного флота.
- Тверитинов Дмитрий Иванович — участник Великой отечественной воины, Герой Советского Союза.
- Лавринович Казимир Клеофасович — доктор физико-математических наук, профессор Калининградского университета им. Канта.
- Башкиров, Михаил Михайлович — генерал-майор авиации, первый и единственный командующий Авиационной группы Дальней авиации Украины.

## Знаменск в кино
Несмотря на относительно скромные размеры, Знаменск неоднократно использовался кинематографистами Советского Союза для съёмок художественных фильмов.
Так, в 1966 году режиссёром Раймондасом Вабаласом на Литовской киностудии в Знаменске снимались начальные кадры фильма "Лестница в небо". В кадр попали руины здания окружного суда Велау.